# Mihran Manasyan
Mihran Manasyan (Erevan, 13 giugno 1989) è un ex calciatore armeno, di ruolo attaccante.

## Carriera

### Club
Esordisce in prima squadra nel 2006 con la maglia del Pyunik; l'anno successivo gioca una partita di campionato, mentre nel 2008 disputa 5 gare senza mai segnare nella massima serie armena e segna un gol in 5 presenze nella Coppa dell'Indipendenza, la coppa nazionale armena. In questa stagione vince il primo di quattro campionati consecutivi, e nel 2009 segna 4 reti in campionato. L'anno seguente esordisce nelle competizioni europee per club, giocando una partita nei preliminari di Champions League; l'anno successivo gioca invece una gara nei preliminari di Europa League. Nel 2011 lascia il Pyunik con un bilancio totale di 18 partite e 5 gol in campionato, 16 presenze e 3 gol nella coppa nazionale armena e 2 presenze nelle competizioni europee, per un totale 36 partite e 8 gol con la squadra. Nel 2011 gioca 7 partite di campionato con l'Ulisses, e vince per la quinta volta consecutiva questa competizione, che la squadra vince per la prima volta nella sua storia; a fine anno viene ceduto al King Deluxs, in seconda serie, dove mette a segno 3 gol in 4 partite giocate. Nella stagione 2013-2014 passa all'Alaskert, club neopromosso in massima serie, con la cui maglia realizza 22 gol in 28 presenze nel campionato armeno, vincendo per la prima volta in carriera il titolo di capocannoniere della competizione; si ripete nella stagione 2015-2016, nella quale segna 16 gol in campionato.

### Nazionale
Ha segnato un gol in 2 presenze nelle qualificazioni agli Europei Under-21.

## Palmarès

### Club

#### Competizioni nazionali
- Campionato armeno: 8

P'yownik: 2007, 2008, 2009, 2010
Ulisses: 2011
Alaškert: 2015-2016, 2016-2017, 2017-2018
- Coppa d'Armenia: 2

P'yownik: 2009, 2010
Alaškert: 2018-2019
- Supercoppa d'Armenia: 4

P'yownik: 2008, 2010
Alaškert: 2016, 2018

### Individuale
- Capocannoniere del campionato armeno: 3

2013-2014 (17 reti), 2015-2016 (16 reti, ex aequo con Héber), 2016-2017 (13 reti, ex aequo con Edigaryan)